# Sagarkan
Sagarkan (persiska: سگرکن) är en ort i Iran.   Den ligger i provinsen Hormozgan, i den sydöstra delen av landet, 1 200 km sydost om huvudstaden Teheran. Sagarkan ligger 635 meter över havet och antalet invånare är 201.
Terrängen runt Sagarkan är kuperad.Runt Sagarkan är det mycket glesbefolkat, med 7 invånare per kvadratkilometer. Det finns inga andra samhällen i närheten. Trakten runt Sagarkan är ofruktbar med lite eller ingen växtlighet.